# (32324) 2000 QB61
2000 QB61 (asteroide 32324) é um asteroide da cintura principal. Possui uma excentricidade de 0.11393050 e uma inclinação de 10.83453º.
Este asteroide foi descoberto no dia 26 de agosto de 2000 por LINEAR em Socorro.